# Бороро
Бороро су номадски сточари који живе између Сенегала и Нигера и припадају највећој етничкој групи народа Фулана (или Фулба) који живе по целој западној Африци. Бороро себе називају Водабе и говоре дијалектом језика фулфулде који је сличан бантуском, а припада нигер-конгоанској језичкој групи. Већина Борора живи у Нигеру, где су почетком 19. века мале групе населиле подручја која су освојили следбеници Утмана дан Фодије, оснивача муслиманског царства Сокота.

## Порекло привреде
Као један од последњих афричких народа који живи потпуни номадским начином живота, Бороро узгајају зебу (говедо које служи као теглећа марва), козе и камиле. Испаша стада одвија се у складу с променом годишњих доба. Као и код свих сточарских племена, и њима је стока од изванредне важности, с обзиром на то да углед мушкарца и његове породице зависи од броја грла која поседују. Женине дужности су мужа и продаја производа на пијаци.

## Брак и структура породице
Појединачну породицу чини мушкарац, неколико његових жена и ванбрачна деца, а живе у колибама куполастог облика. Свако село је сталан логор под надзором духовног вође. Веће старешина доноси све одлуке које се тичу добробити целе заједнице и води с насељеним заједницама преговоре око трговине. У овом народу раширена је полигамија, посебно међу богатијим мушкарцима који себи могу да приуште плаћање више од једног мираза, а он се састоји од даривања говеда.
Бракови се договарају између породица и ендогамни су, тј. склапају се између припадника одређене друштвене групе. Склапање брака пожељно је између рођака с мушке стране; на пример, деца браће која су на челу породица. После славља, жена се усељава у мужевљеву колибу, а сеоске жене желе јој добродошлицу свечаним обредом.
Брак доноси велики углед венчаним паровима, посебно ако имају децу. Мушкарац очинством постаје зрео члан заједнице, док мајчинство повећава женин друштвени углед, нарочито ако роди синове.

## Култ лепоте
Припадници народа Бороро велику пажњу посвећују култу лепоте коју славе у традиционалним песмама и играма. Њихова брига о изгледу најбоље се види током прославе која означава крај кишне сезоне (геревол). Реч је о такмичењу у лепоти у којем учествују младићи из разних племена, покушавајући да освоје победу компликованим фризурама, украсима на лицу и игром. Циљ геревола је да мушкарац освоји жену, али и прилика да жена одабере будућег мужа. Зато младићи Борора проводе сате у улепшавању и посебну пажњу посвећују елементима који се сматрају најважнијим за мушку лепоту: очима и зубима. Током самог такмичења мушкарци преврћу очима и смеше се уз широке осмехе — што је тактика која, чини се, постиже велики успех код жена. Када девојка одабере младића, одвлачи га у грмље на „предбрачну пробу“ , у којој се он може, али и не мора, показати дораслим својој лепоти.

## Религија и друштвени кодекс
Иако је ислам присутан међу Борорима, племе има одређени степен сексуалне слободе — особина која је потпуно супротна имену што га је овај народ за себе одабрао: Водабе значи „народ табуа“, тј. забрана. Израз се односи на друштвени кодекс наслеђен од предака, у којој су најважнији елементи оданост, скромност, разборитост, брига за будућност и стрпљење.